# St. Heinrich (Leichlingen)
Die Kirche St. Heinrich ist ein römisch-katholisches Gotteshaus in Leichlingen. Sie ist eine Filialkirche der Kirchengemeinde St. Johannes Baptist und St. Heinrich im Kreisdekanat Rheinisch-Bergischer Kreis im Erzbistum Köln.

## Geschichte
Bis etwa 1556 wurde die heutige evangelische Kirche in Witzhelden als katholisches Gotteshaus genutzt. Auch diese Kirche stand unter dem Patrozinium des hl. Heinrich II.
Die Grundsteinlegung fand am 16. August 1936 statt. Am 18. Juli 1937 wurde der Altar von Peter Neuhäuser konsekriert. In ihm befinden sich Reliquien der heiligen Märtyrer Engelbert und Gereon.
Während des Zweiten Weltkriegs schlug eine Luftmine auf einer Wiese neben der Kirche ein, deren Detonation das Dach nahezu vollständig abdeckte. Auch fielen vier Brandbomben in das Gebäude, von denen sich zwei entzündeten. Diese Feuer konnten jedoch gelöscht werden. Von Gemeindemitgliedern wurde die Kirche wieder repariert.
Im Jahr 1984 wurde die Kirche der ersten großen Renovierung unterzogen. Dabei wurde unter anderem die heutige Sakristei angebaut und es wurden Fenster ausgetauscht. Den neuen Altar weihte Weihbischof Klaus Dick am 16. Februar 1986.
2005 wurden im Seitenschiff, wo sich bis 1984 die Sakristei befand, neue Bänke installiert.
Nochmals sieben Jahre später wurde die Kirche neu gestrichen und die Fenster restauriert.

## Ausstattung

### Fenster
Fast alle Fenster der Kirche wurden 1950 vom Künstler Peter Gizinger geschaffen.

### Orgel
Auf der Empore im Seitenschiff steht eine kleine Orgel der Orgelbauwerkstatt Romanus Seifert & Sohn.
Das Instrument mit 6 Registern auf einem Manual und Pedal hat folgende Disposition:
| I Manual C–f3 |               |    |
| 1.            | Holzgedackt   | 8′ |
| 2.            | Rohrflöte     | 4′ |
| 3.            | Prinzipal     | 4′ |
| 4.            | Feldflöte     | 2′ |
| 5.            | Mixtur II–III |    |

| Pedal C–d1 |         |     |
| 6.         | Subbass | 16′ |

- Koppeln: I/P

### Glocke
Die Glocke wurde im Jahre 1936 in Brockscheid gegossen und am 24. Januar 1937 geweiht. Auf ihr sind zu erkennen die Bildnisse des Hl. Heinrich und des Hl. Arnold sowie die Inschrift: Dei gloria hominibus pax (Übersetzung: Ehre sei Gott und Frieden den Menschen).